# 桑野インターチェンジ
桑野インターチェンジ（くわのインターチェンジ）は、徳島県阿南市内原町で事業中の阿南安芸自動車道のインターチェンジである。当ICを境に北方面が桑野道路、南方面が福井道路となる予定。

## 歴史
- 2009年（平成21年）11月24日：徳島東部都市計画道路変更素案として発表。

## 周辺
- 阿南市立阿南第二中学校
- 桑野駅（JR四国・牟岐線）
- 徳島県南部健康運動公園
  - アグリあなんスタジアム
- 徳島県立南部テクノスクール
- 橘湾
- 橘港中浦緑地

## 接続する道路

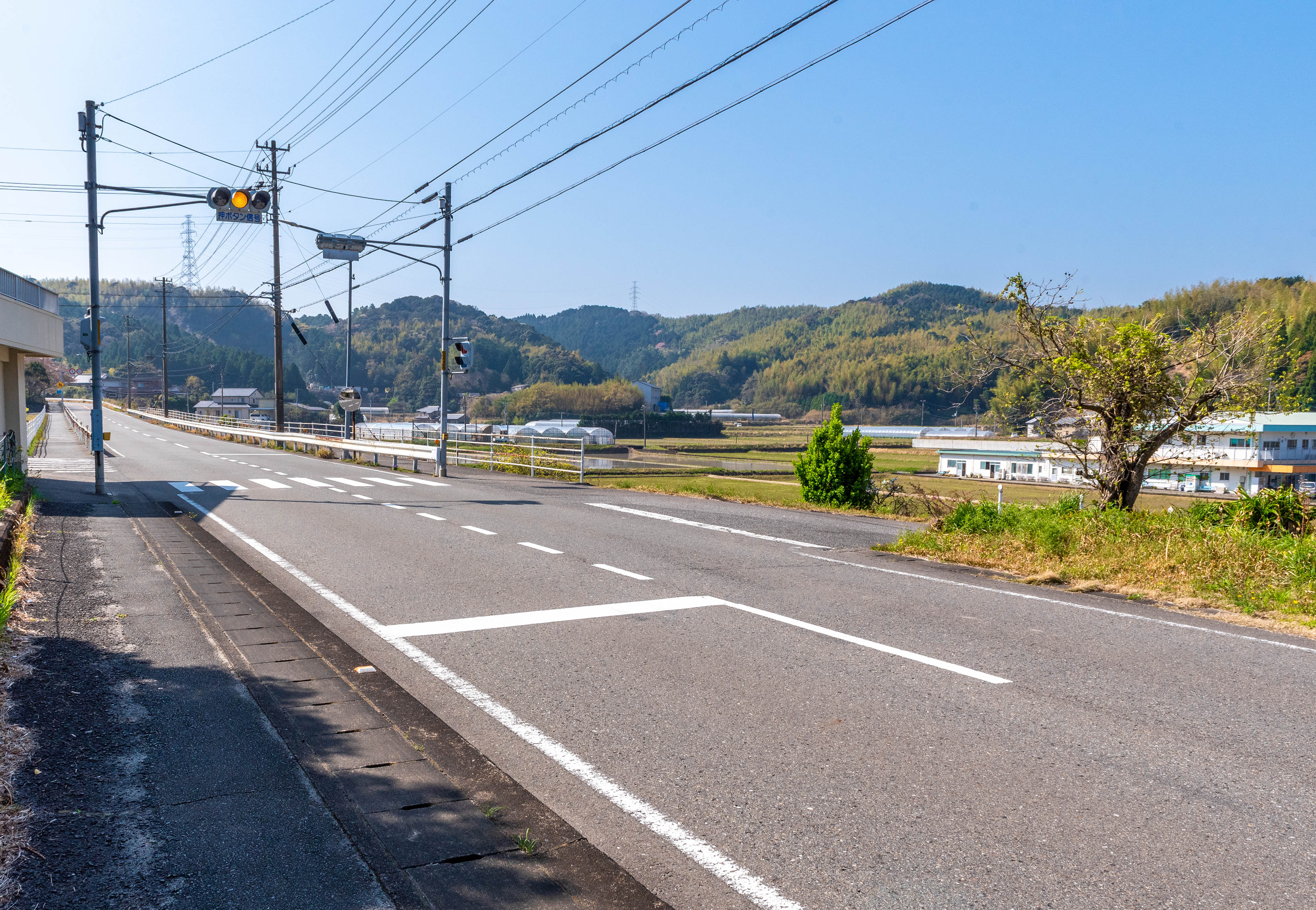
アクセス道路と国道195号の接続点

- E55 阿南安芸自動車道（桑野道路・福井道路）

### 直接道路
- 国道195号

## 料金所
無料道路として整備される為、料金所は設置されない予定。

## 隣
E55 阿南安芸自動車道（桑野道路・福井道路）
長生IC - 桑野IC - 新野IC